# 東京昆虫ムスメ
『東京昆虫ムスメ』（とうきょうこんちゅうムスメ）は、石川秀幸による日本の漫画。『ビッグコミックスペリオール』（小学館）にて2014年23号に読み切りが掲載後、好評を得て2015年19号から2016年5号までシリーズ連載された。

## あらすじ
製薬会社で新薬の開発を志す主人公のシマシロカホが昆虫の巣窟に配属されて昆虫を愛する彼女の奮闘する様子が描かれる。

## 登場人物
シマシロ カホ
本作の主人公。イザナミ製薬新入社員で新薬開発を志す。

## 書誌情報
- 石川秀幸 『東京昆虫ムスメ』小学館〈ビッグコミックス〉、既刊1巻（2016年2月29日現在）
  1. 2016年2月29日発売[3]、ISBN 978-4-09-187568-6